# Stensjön (Åsele socken, Lappland, 711490-158151)
Stensjön är en sjö i Åsele kommun i Lappland och ingår i Ångermanälvens huvudavrinningsområde. Sjön har en area på 0,187 kvadratkilometer och ligger 327 meter över havet.

## Delavrinningsområde
Stensjön ingår i det delavrinningsområde (711464-158202) som SMHI kallar för Utloppet av Kvällsjön. Medelhöjden är 347 meter över havet och ytan är 4,03 kvadratkilometer. Räknas de 42 avrinningsområdena uppströms in blir den ackumulerade arean 282,12 kvadratkilometer. Kvällån som avvattnar avrinningsområdet har biflödesordning 2, vilket innebär att vattnet flödar genom totalt 2 vattendrag innan det når havet efter 201 kilometer. Avrinningsområdet består mestadels av skog (77 procent). Avrinningsområdet har 0,3 kvadratkilometer vattenytor vilket ger det en sjöprocent på 7,5 procent.